# Boaventura (São Vicente)
Cet article possède un paronyme, voir Boa Ventura (homonymie).
Boaventura est une freguesia portugaise située dans la ville de São Vicente, dans la région autonome de Madère.
Avec une superficie de 26,20 km2 et une population de 1 537 habitants (2001), la paroisse possède une densité de 58,7 hab/km2.